# Tropaeolum leptophyllum
Tropaeolum leptophyllum là một loài thực vật có hoa trong họ Tropaeolaceae. Loài này được G.Don miêu tả khoa học đầu tiên năm 1831.